# Oulema rufocyanea
Oulema rufocyanea – gatunek chrząszcza z rodziny stonkowatych i podrodziny poskrzypek. Zamieszkuje Europę.
Gatunek ten opisany został po raz pierwszy w 1825 roku przez Caspara Erasmusa Duftschmida jako Lema cyanipennis. Nazwa ta okazała się jednak być młodszym homonimem, w związku z czym za ważny uznaje się epitet gatunkowy nadany w 1847 roku przez Eduarda Suffriana w kombinacji Lema rufocyanea.
Chrząszcz o ciele długości od 4 do 4,5 mm. Ubarwienie głowy i pokrywy jest metalicznie niebieskie lub zielone. Czułki są stosunkowo krótkie i grube, o członie drugim tak szerokim jak długim, a członie piątym od 1,4 do 1,9 raza dłuższym niż szerszym. Przedplecze jest niemal jednolicie pomarańczowe do czerwonego, tylko w najwyższym miejscu tylnej krawędzi występuje bardzo wąskie zaczernienie. Punktowanie na bokach przedplecza jest rzadkie. Długość pokryw jest od 2,8 do 3,3 raza większa niż ich szerokość. Rzędy są stosunkowo grubo punktowane, a międzyrzędy mniej lub bardziej wysklepione. Odnóża mają kolor żółtoczerwony z przyciemnionymi stopami.
Owad palearktyczny, europejski, znany z Irlandii, Wielkiej Brytanii, Francji, Belgii, Holandii, Niemiec, Austrii, Włoch, Danii, Szwecji, Czech, Słowacji i Macedonii Północnej. Wszędzie jest rzadko spotykany. Na „Czerwonej liście gatunków zagrożonych Republiki Czeskiej” umieszczony został jako gatunek regionalnie wymarły (RE). Z Polski owad ten podawany był błędnie w XIX wieku.